# Otto Canalda
Otto Canalda (Barcelona, 1977) és un dissenyador industrial que actualment treballa com a responsable tècnic a l'editora de mobles BD Barcelona Design, abans anomenada BD Ediciones de Diseño i inicialment fundada com a BD Boccacio Design el 1972.

## Biografia
Mentre estudiava a ELISAVA, Escola Superior de Disseny de Barcelona, va realitzar pràctiques amb Jonathan Daifuku i Nancy Robbins. Tot just finalitzar els seus estudis es va enrolar en el departament de desenvolupament de nous productes de BD, on actualment treballa juntament amb Ramón Úbeda, per tal que els projectes d'altres autors arribin al mercat. Aquest és el cas del tamboret Binària (2004), desenvolupat en col·laboració amb el Dr. Jordi Badia per a la desapareguda empresa Oken i que actualment produeix BD, que resol la correcta postura de seient i va ser premiat el 2005 amb un Delta de Plata atorgat per l'ADI-FAD.
Juntament amb Ramón Úbeda, Canalda ha sabut aprofitar aquesta valuosa experiència per assegurar l'èxit dels seus propis projectes, com el seient Cultura is Cool (2013), rebatejat com Cool en la seva nova andandura dins del catàleg d'Escofet, o el llum Inout (2003) per a l'empresa d'il·luminació Metalarte. Canalda sempre aposta per un disseny realista, que pugui produir-se i que tingui una viabilitat comercial.